# برجایا تایمز اسکوئر

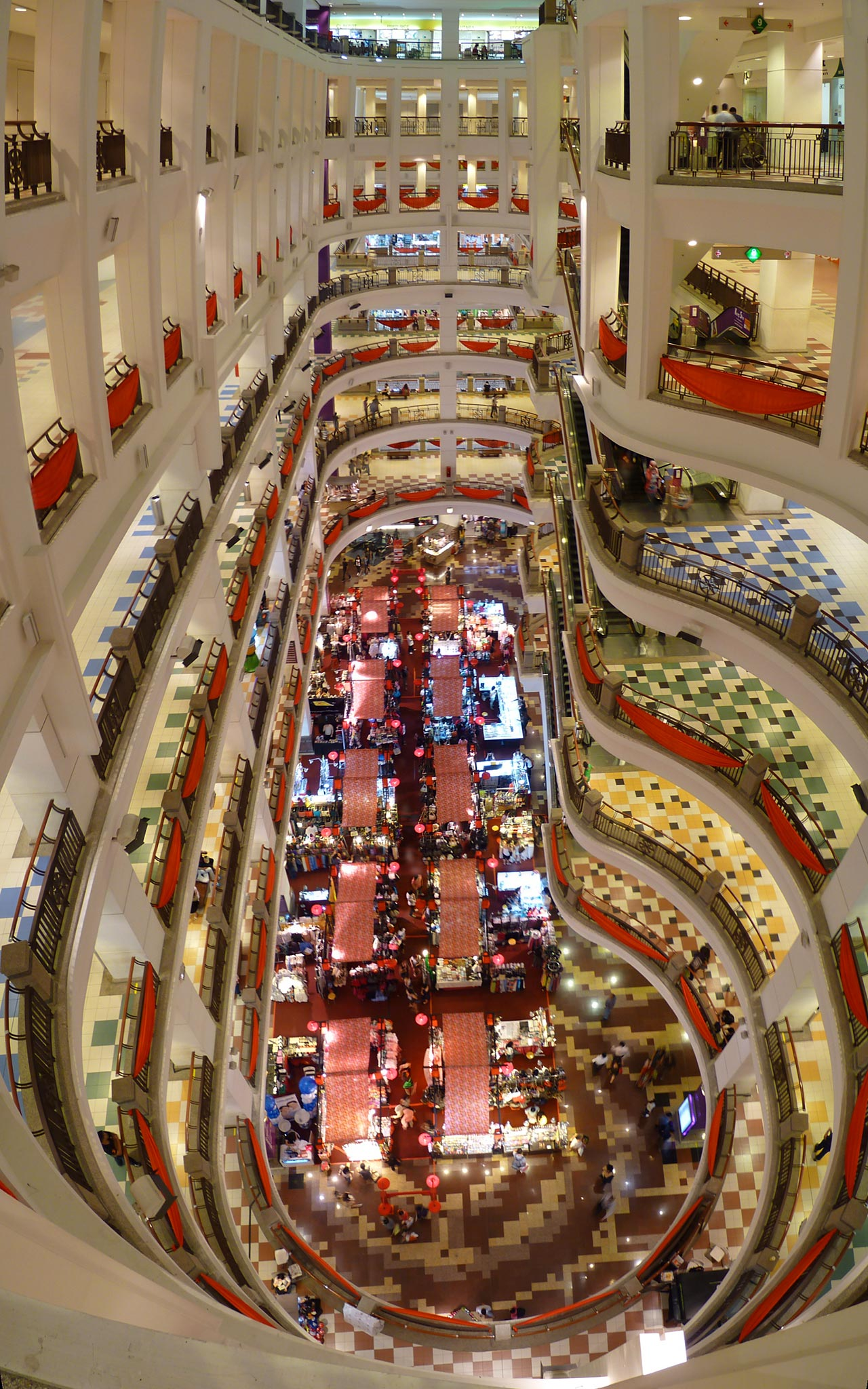
نمایی از داخل ساختمان برجایا تایمز اسکوئر

برجایا تایمز اسکوئر، (به انگلیسی: Berjaya Times Square) آسمان‌خراش ۴۸ طبقه به ارتفاع ۲۰۳ متر، با کاربری تجاری و هتل است، که در شهر کوالالامپور، مالزی مستقر می‌باشد. پروژه ساخت این ساختمان در سال ۱۹۹۷ آغاز شد و در سال ۲۰۰۳ تکمیل و افتتاح گردید.